# Herbert Schaller
Herbert Max Schaller (* 12. Juli 1899 in Falkenstein; † 15. November 1966 in Leipzig) war ein deutscher Pädagoge in der Erwachsenenbildung und Hochschullehrer an der Universität Leipzig. Er gilt als schulbegründender Pionier der Erwachsenenbildung in der DDR.

## Leben
Schaller besuchte die Schule in Falkenstein und Reichenbach im Vogtland. 1917 wurde er zur Marine einberufen nach Wilhelmshaven und diente 1918 an der Flandernfront. Dann studierte er Philosophie, Germanistik, Geschichte und Wirtschaftswissenschaften in Leipzig bis zur Promotion zum Dr. phil. in Philosophie 1923 bei Walter Goetz. Von 1923 bis 1933 war er bei der Stadt Leipzig angestellt, wurde dann aus politischen Gründen entlassen. 1926 gründete er die Leipziger Heimvolkshochschule. Er war von 1925 bis 1931 Mitglied der SPD und von 1931 bis 1933 Mitglied der SAPD. In der Zeit des Nationalsozialismus war er erst arbeitslos, 1935 wurde er Vertreter und Leipziger Leiter der Allianz-Versicherung. Dabei wurde er Mitglied der DAF 1933–1945 und der NSV 1936–1943.
1945 trat er wieder in den Dienst der Stadt Leipzig als Leiter im Versicherungsamt und wurde 1946 Mitglied der SED sowie 1947 im Kulturbund. 1946 übernahm er wieder die Volkshochschule und leitete Kurse zur Universitätsvorbereitung, zunehmend übernahm er eine führende Stellung auch wegen seiner ideologischen Ausrichtung. Von 1949 bis 1960 lehrte er als Professor mit vollem Lehrauftrag Theorie der Erwachsenenbildung, von 1960 bis 1964 als Professor mit Lehrstuhl für Erwachsenenbildung an der Universität Leipzig. Schüler waren Werner Naumann und Wolfram Knöchel. Ihnen ging es in der Erwachsenenbildung um die Verbesserung der Arbeitsfähigkeit.
Er war Mitglied der Urania – Gesellschaft zur Verbreitung wissenschaftlicher Kenntnisse.

## Schriften
- Erziehungswissenschaft, Leipzig 1963.
- mit Heinrich Deiters und Hans Lohmann (Hrsg.): Hochschulpädagogische Schriftenreihe, Berlin.